# FC Viktoria Pilsen
FC Viktoria Pilsen is een Tsjechische voetbalclub uit Pilsen die werd opgericht in 1911.

## Geschiedenis
De club werd in 1911 opgericht als SK Viktoria Pilsen. In 1931 speelde de club voor de eerste keer in de Tsjecho-Slowaakse hoogste klasse. Twee jaar later eindigde de club op de derde plaats, de hoogste positie ooit. In 1938 degradeerde de club. De club ging nog enkele keren op een neer tussen de tweede en de eerste klasse.
De naam werd intussen veranderd in Skoda Plzeň (Plzeň is Tsjechische schrijfwijze). In seizoen 1970/71 werd de bekerfinale verloren van Spartak Trnava. Omdat die club ook kampioen werd, mocht Skoda deelnemen aan de Europacup II. In de eerste ronde werd thuis gewonnen van Bayern München (met Franz Beckenbauer), maar in de terugwedstrijd werd het 6-1 voor Bayern. In 1980 volgde een nieuwe degradatie en in de jaren 80 ging de club nog eens op en neer.
In 1993 werd, inmiddels weer hernoemd naar Viktoria, 3e in tweede klasse en kwalificeerde zich zo voor het allereerste Tsjechische seizoen na de onafhankelijkheid. In 1999 degradeerde de club opnieuw en werd weer een liftploeg tussen het hoogste en tweede niveau.
In 2010 won Viktoria de eerste hoofdprijs in de clubgeschiedenis, de Tsjechische voetbalbeker werd na een 2-1 zege op FK Baumit Jablonec veroverd. In 2011 werd de club voor het eerst landskampioen.

## Erelijst
| Nationaal tot 1993                      |    |                                                      |
| Winnaar Beker van Tsjechië (1969-1993)  | 1× | 1970/71                                              |
| Finalist Beker van Tsjechië (1969-1993) | 1× | 1978/79                                              |
| Nationaal vanaf 1993                    |    |                                                      |
| Landskampioen Tsjechië                  | 6× | 2010/11, 2012/13, 2014/15, 2015/16, 2017/18, 2021/22 |
| Winnaar Beker van Tsjechië              | 1× | 2009/10                                              |
| Finalist Beker van Tsjechië             | 3× | 2013/14, 2020/21, 2023/24                            |
| Winnaar Tsjechische supercup            | 2× | 2011, 2015                                           |

## Naamsveranderingen
1911 - SK Viktoria Plzeň
1949 - Sokol Škoda Plzeň
1952 - Sokol ZVIL Plzeň
1953 - DSO Spartak LZ Plzeň
1962 - TJ Spartak LZ Plzeň
1965 - TJ Škoda Plzeň
1981 - TJ Škoda Plzeň - fotbal
1992 - FC Viktoria Plzeň

## Eindklasseringen vanaf 1994 (grafiek)
| 5 |

| 9 |

| 9 |

| 11 |

| 14 |

| 15 |

| 2 |

| 16 |

| 4 |

| 1 |

| 16 |

| 3 |

| 14 |

| 6 |

| 9 |

| 8 |

| 5 |

| 1 |

| 3 |

| 1 |

| 2 |

| 1 |

| 1 |

| 2 |

| 1 |

| 2 |

| 2 |

| 5 |

| 1 |

| 3 |

| 3 |

| 2 |

| Fortuna liga | Fotbalová národní liga | ČFL / MSFL |

## In Europa
FC Viktoria Pilsen speelt sinds 1935 in diverse Europese competities. Hieronder staan de competities en in welke seizoenen de club deelnam:
- Champions League (10x)

2011/12, 2013/14, 2015/16, 2016/17, 2017/18, 2018/19, 2019/20, 2020/21, 2022/23, 2025/26
- Europa League (13x)

2010/11, 2011/12, 2012/13, 2013/14, 2014/15, 2015/16, 2016/17, 2017/18, 2018/19, 2019/20, 2020/21, 2024/25, 2025/26
- Conference League (2x)

2021/22, 2023/24
- Europacup II (1x)

1971/72
- Mitropacup (2x)

1935, 1971

## Verbonden aan FC Viktoria Pilsen

### Bekende (ex-)spelers

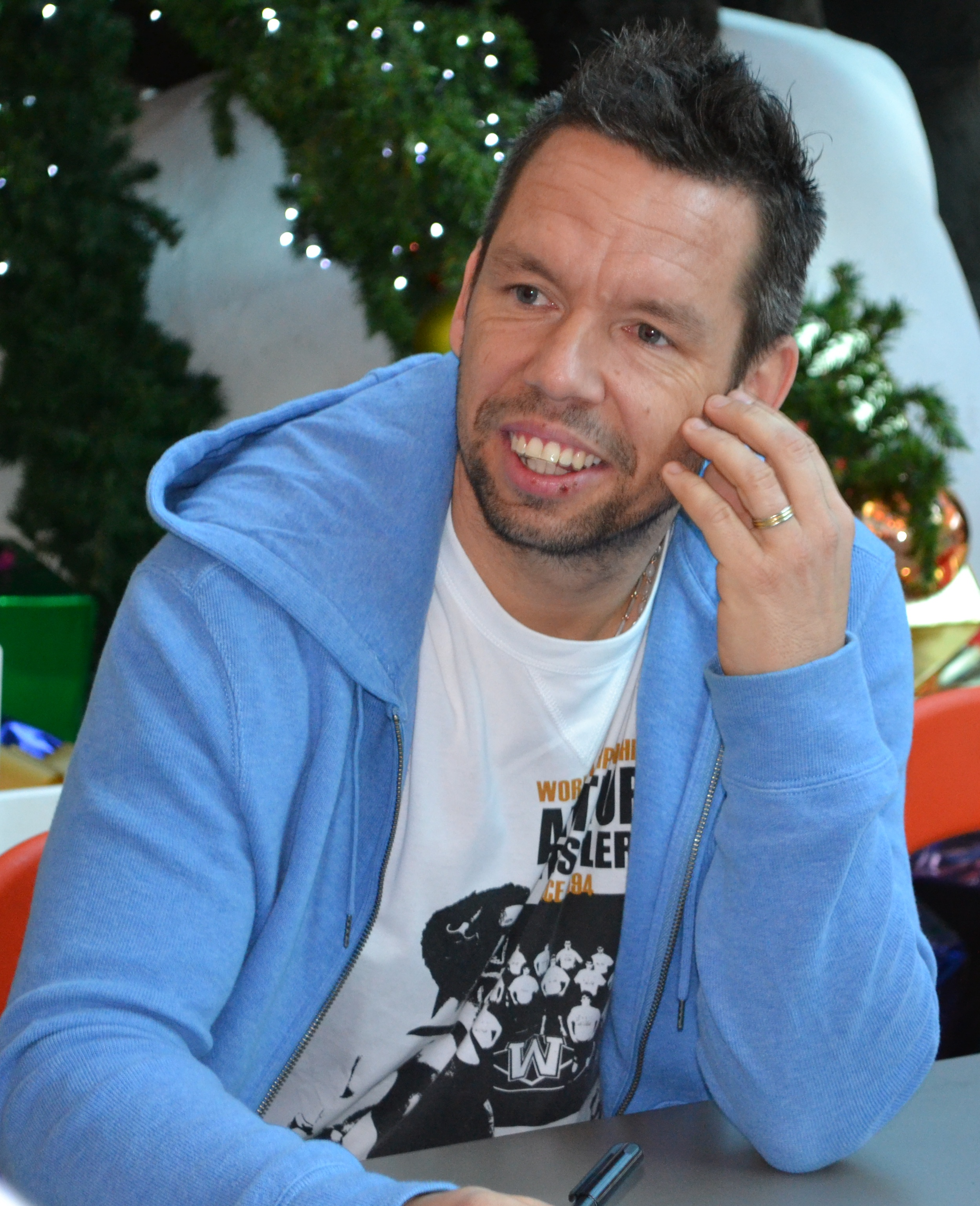
Clubicoon van Viktoria: Pavel Horvath

Petr Čech 

 Pavel Horváth 

 Petr Jiráček 

 Daniel Kolář 

 Jan Lecjaks 

 David Limberský 

 Milan Petržela 

 Václav Pilař 

 František Rajtoral 

 Jan Rezek 

 Roman Adamov 

 Marián Čišovský 

 Matěj Vydra 

### Trainers
Pavel Vrba 

 Michal Bílek 

 Miroslav Koubek